# Sue Myrick
Suellen «Sue» Wilkins Myrick (Tiffin, Ohio; 1 de agosto de 1941) es una política estadounidense. Miembro del Partido Republicano, fue la primera mujer republicana en representar a Carolina del Norte en el Congreso.

## Educación
Myrick asistió a la Universidad de Heidelberg en Ohio, entre 1959 y 1960. Antes de dedicarse a las relaciones públicas y la publicidad, fue maestra de la Escuela Dominical. Es la expresidenta y directora ejecutiva de Myrick Advertising and Public Relations y Myrick Enterprises.

## Carrera política

### Charlotte, Carolina del Norte
Myrick se postuló sin éxito para un puesto en el Concejo Municipal de Charlotte en 1981. En 1987, fue elegida alcalde de Charlotte, siendo la primera mujer en ocupar dicho cargo.

### Elecciones al Senado de los Estados Unidos de 1992
En 1992, se postuló para la nominación para ocupar un escaño en el Senado de los Estados Unidos, ocupada por el entonces senador demócrata Terry Sanford. La primaria republicana fue ganada por Lauch Faircloth con el 47.74 % de los votos, derrotando a Myrick y al exrepresentante de Estados Unidos Walter E. Johnston, que obtuvieron el 30.23 % y 17.04 % respectivamente.

### Cámara de Representantes de los Estados Unidos
En 1994, Myrick fue elegida miembro de la Cámara, sucediendo a Alex McMillan.
Myrick fue elegida abrumadoramente para su sexto mandato consecutivo en las elecciones al Congreso de 2004, obteniendo el 70.24 % de los votos, derrotando al demócrata Jack Flynn. Del mismo modo, derrotó al demócrata William Glass en 2006 con el 66.53 % de los votos.
Dos demócratas de Charlotte anunciaron que desafiarían a Myrick en 2008: Harry Taylor y Ross Overby. Myrick derrotó a Taylor con el 62.37 % de los votos.
El 7 de febrero de 2012 anunció su retiro del Congreso.

## Ideología
Myrick fue uno de los miembros más conservadores de la Cámara. Presidió el Comité de Estudio Republicano, un grupo de conservadores de la Cámara, en el 108º Congreso.
Siendo ella misma una sobreviviente de cáncer, ha sido una de las principales defensoras para encontrar una cura para el cáncer de mama. Mientras estaba en el Congreso, presentó un proyecto de ley para brindar tratamiento a las mujeres con Medicaid diagnosticadas con cáncer de mama; el proyecto de ley fue aprobado y se convirtió en ley. Las mujeres previamente diagnosticadas con Medicaid no tenían opciones de tratamiento.

## Vida personal
Contrajo primeras nupcias con Jim Forest, con quien tuvo dos hijos: Dan y Gregory. Se casó por segunda vez en 1977 con William Edward "Ed" Myrick.